# Herpes B
Herpes B (auch Herpes-simiae-Infektion, Affenherpes) ist eine schwere Infektionskrankheit des Menschen mit dem Herpesvirus simiae, das durch bestimmte Affenspezies der Familie Cercopithecidae auf den Menschen übertragen wird. Herpes B gehört daher zu den Zoonosen. Er ähnelt in seinem Krankheitsbild einer rasch verlaufenden Herpes-simplex-Enzephalitis und ist unbehandelt in etwa 80 % der Fälle tödlich. Die Erkrankung wurde erstmals 1932 von Albert Sabin beobachtet und charakterisiert. Er benannte die Erkrankung nach dem Nachnamen des an einer schweren Enzephalitis verstorbenen Patienten William Bartlet Brebner.

## Erreger und Übertragung
Der Erreger des Herpes B ist das Herpesvirus simiae (CeHV-1), ein den menschlichen Herpes-simplex-Viren sehr ähnliches Affenvirus aus der Gattung Simplexvirus. Es ist besonders in Rhesusaffen sowie weiteren asiatischen Spezies der Gattung Macaca als natürliches Reservoir nachweisbar und wird durch Bisse (Speichel), Kratzer oder mit Kot, Urin oder Bläscheninhalt kontaminierte Gegenstände auf den Menschen übertragen; eine Übertragung von Mensch zu Mensch ist in Einzelfällen beschrieben. Als gefährdet gelten Tierpfleger in Zoos und wissenschaftlichen Einrichtungen sowie Laborpersonal, das mit Zellkulturen aus infizierten Affenspezies arbeitet. Bei Touristen und einheimischen Personen in Gebieten mit freilaufenden Affen (Freitiergehege, hinduistische Tempelbezirke) besteht ebenfalls ein Übertragungsrisiko. Für die Affenarten ist das Virus wenig virulent und verursacht nur milde Symptome ähnlich einem Herpes labialis.

## Erkrankung
Das Virus vermehrt sich zunächst in Epithelzellen an der Eintrittspforte und gelangt über axonalen Transport entlang sensibler Nerven in das Zentralnervensystem. Nach 3 bis 5 Tagen können an der Eintrittspforte typische Herpesbläschen auftreten und in den Lymphknoten des entsprechenden Lymphabflussgebietes ist eine Lymphangitis nachweisbar. Nach weiteren 3 bis 7 Tagen treten die ersten Symptome einer Myelitis und Enzephalitis hinzu, die rasch fortschreitet. Im Gegensatz zur Herpes-simplex-Enzephalitis treten bei der Herpes-B-Enzephalitis weitverstreute Herde einer hämorrhagischen Nekrose im gesamten Gehirn auf. Selten können zusätzlich über eine Streuung des Virus auch innere Organe im Sinne einer Pneumonie oder Hepatitis vorkommen. Der Tod tritt nach wenigen Tagen durch Zerstörung von bestimmten Hirnarealen ein, die für die vitalen Funktionen (Atmung) verantwortlich sind.

## Diagnostik
Der Nachweis von Antikörpern gegen das CeHV-1 ist möglich, jedoch aufgrund der Kreuzreaktivität mit HSV-1 und HSV-2 oft falsch positiv. Eine Differenzierung erscheint bei Verwendung des Glykoproteins D des CeHV-1 und der HSV-Glykoproteine G1 und G2 möglich, ist aber für die Routinediagnostik noch nicht verfügbar. Aus Bläscheninhalt und Liquor (im Falle einer Virämie auch Blutserum) kann auch der direkte Nachweis des Erregers durchgeführt werden. Der Nachweis mittels Polymerasekettenreaktion (PCR) ist in diagnostischen Laboren Deutschlands, Österreichs und der Schweiz nicht etabliert oder für die Diagnostik beim Menschen nicht zugelassen, obwohl Protokolle hierfür zur Verfügung stehen. Ein PCR-Verfahren zum Nachweis von CeHV-1 bei Affen steht derzeit im Deutschen Primatenzentrum zur Verfügung. Der Nachweis des Virus durch Vermehrung in der Zellkultur ist möglich, darf jedoch nur unter Schutzstufe 3 durchgeführt werden.

## Therapie
Eine CeHV-1-Infektion beim Menschen kann mit einer hochdosierten, intravenösen Gabe von Aciclovir behandelt werden; eine Behandlung über einen längeren Zeitraum als bei einer vergleichbaren HSV-Infektion wird empfohlen. 5-Ethyldeoxyuridin und Penciclovir inhibieren in vitro das CeHV-1 besser als Aciclovir, so dass diese eine Alternative bei einer nicht seltenen Aciclovir-Resistenz darstellen. Ein Hyperimmunglobulin-Präparat steht nicht zur Verfügung. Die Behandlung beim Tier ist nicht sinnvoll, da sie weder das Virus aus dem Tier entfernt noch eine Reaktivierung verhindert.

## Prävention
Ein Impfstoff steht nicht zur Verfügung, so dass sich die Prävention auf die Vermeidung der Übertragung beschränkt. Die Untersuchung von Affen in Tiereinrichtungen auf das Herpesvirus simiae und die Beachtung der Hygiene- und Sicherheitsrichtlinien beim Umgang mit Affen sind hier wesentlich von Bedeutung.

## Meldepflicht
In Deutschland, Österreich und der Schweiz besteht keine Meldepflicht der Infektion beim Menschen.